# Yossi Bitton
Yossi Bitton (n. 1973, Safed, Districtul de Nord, Israel) este un make-up artist și antreprenor din Israel.

## Carieră
Yossi Bitton s-a născut în Safed, în 1973. În copilărie, familia sa s-a mutat de multe ori. A trăit pentru o perioadă în Franța. După armată, Yossi Bitton a început să studieze arhitectura, și până la începerea studiilor, a luat parte la câteva cursuri, inclusiv un curs de make-up profesionist.
Bitton a abandonat studiile de arhitectură pentru a se concentra asupra make-up-ului. O lună mai târziu, a primit un birou în cadrul școlii de make-up.
De asemenea, a studiat la școala lui Christian Chaubeau, make-up artist la Hollywood, în Bulvar Rossman lângă Turnul Eiffel din Paris.
În 2004, Yossi Bitton a înființat prima școală de make-up din Haifa. De-a lungul anilor, au fost deschise filiale în nordul și centrul Israelului, mai exact în Tel Aviv, Haifa, Rosh Pina. În 2018, Bitton a deschis școli de make-up în Kiev și o școală pentru studenți ultra-ortodocși în Bnei Brak.
În plus, Yossi Bitton a deschis peste 350 de puncte de vânzare și marketing cosmetice pe întreg teritoriul Israelului, sub egida brandului B COSMIC. Linia de make-up B COSMIC încorporează ingrediente naturale precum extracte de plante și uleiuri aromaterapeutice. Acestea sunt realizate pentru climatul israelian, oferind protecție și durabilitate. Linia a fost testată în laboratoare avansate și aprobată pentru utilizare, fără testare pe animale.